# 凱撒的物當歸給凱撒

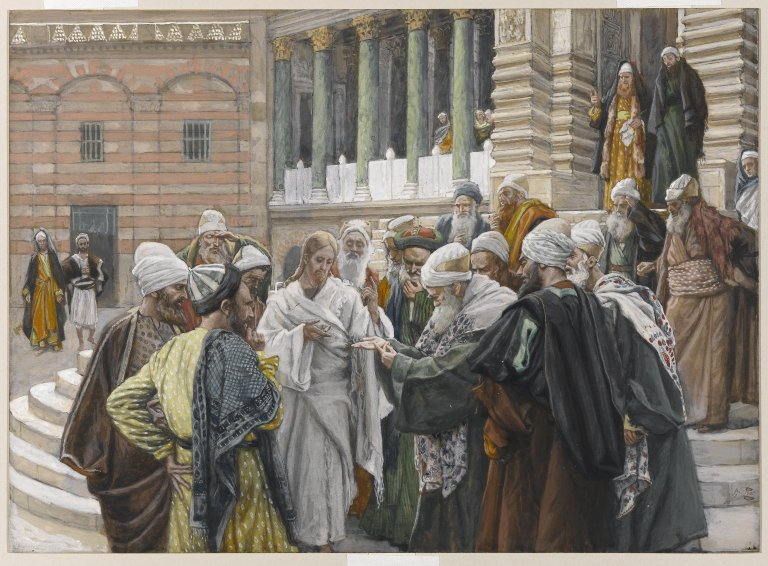
詹姆斯·蒂索《貢品硬幣》，1886年至1894年間

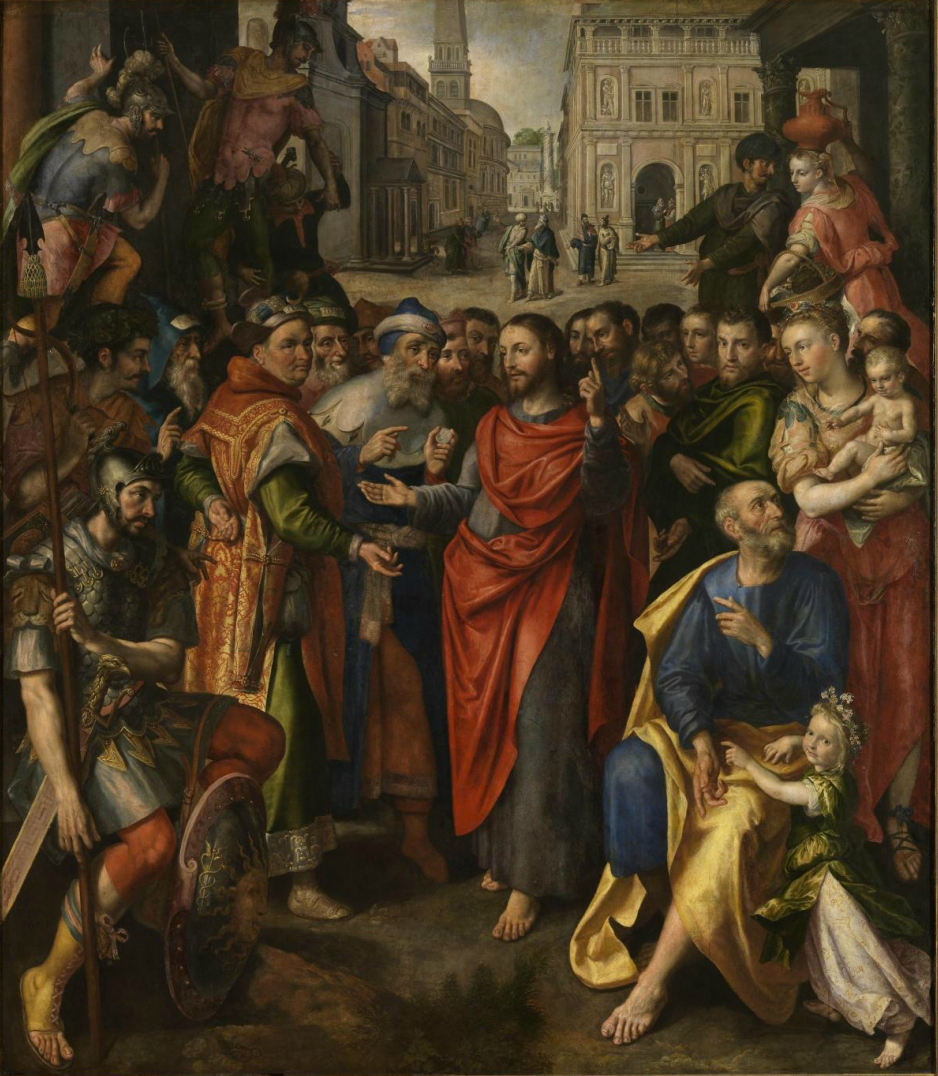
“凱撒的物當歸給凱撒”，Maerten de Vos於1602年繪

“归还凯撒”是对观福音书中耶稣所說一句话的开头，全文為：“凯撒的物归凯撒，上帝的物归上帝。”（Ἀπόδοτε οὖν τὰ Καίσαρος Καίσαρι καὶ τὰ τοῦ Θεοῦ τῷ Θεῷ）
这句话已成为基督教、世俗政治和社会之间关系的一个被广泛引用的总结。原意是耶稣为了回答法利赛人和祭司提出犹太人是否合法向當時在位的羅馬帝國第二任皇帝提比略交税的问题，它引发了关于基督徒在何种情况下应该服从世俗权威的多种可能的解释。

## 敘述
三本對觀福音書都指出，與耶穌敵對的提問者，試圖誘使耶穌在猶太人是否應該向羅馬帝國猶太行省政府納稅問題上採取明確而危險的立場。馬太福音22:15-22 和馬可福音12:13-17的記載說發問者是法利賽人和希律黨人，而路加福音20:20–26只說他們是「律法師和祭司長」派來的「探子」。
他們預期耶穌會反對徵稅，因為他們的目的是「把他交給總督」。當時在位的行省總督是彼拉多，他是帝國猶太行省徵稅問題上的最高負責人。起初，提問者稱讚耶穌的正直、公正和對真理的奉獻，以此來奉承耶穌。然後他們問他猶太人繳凯撒要求的稅是否正確。在馬可福音 中，提出了一個額外的、挑釁性的問題：“我們應該付錢還是不應該付錢？”
耶穌先稱他們為偽君子，然後要求其中一人給他一枚羅馬硬幣，適合繳納凱撒的稅金。其中一人給他看了一枚羅馬硬幣，他問他們上面有誰的頭像和銘文。他們回答說：“凱撒的”，他回答說：“因此，凱撒的物歸給凱撒，上帝的物歸上帝”。
提問者們感到印象深刻。馬太福音22:22指出他們「驚訝」（ἐθαύμασαν）；他們無法再為難耶穌，並且對他的回答感到滿意，就走了。
類似的情節也出現在偽經《多馬福音》（第100節）中，但其中所討論的硬幣是金子。重要的是，在這本非正典福音書中，耶穌補充道，「把屬於我的東西給我。」同樣的情節也出現在同樣是杜撰的艾格頓福音的一個經文中：耶穌被問到向上帝納稅是否正確。此後經文中斷。

## 硬幣

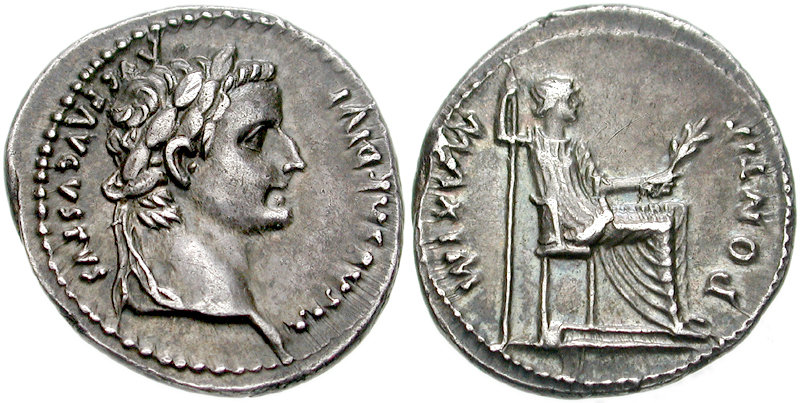
刻有提比略肖像的硬幣

文本將耶穌拿著的硬幣標識為 ，通常認為該硬幣是帶有當時在位的羅馬皇帝提比略頭像的硬幣。該硬幣也被稱為“貢品硬幣”。銘文上寫著「Ti[berivs] Caesar Divi Avg[vsti] F[ilivs] Avgvstvs」（「凱撒奧古斯都提比略，神聖奧古斯都的兒子」）。背面展示了一位坐著的女性，通常被認為是莉薇婭皇太后（開國皇帝奧古斯都的妻子，提比略的母親），但她被描繪為羅馬神話的和平女神帕克斯。
然而有人認為，耶穌在世期間，第納里烏斯硬幣在猶太行省並沒有普遍流通，而該硬幣可能是一枚安條克希臘銀幣，上面印有提比略的頭像，背面是提比略的養父奧古斯都（屋大維）的頭像。 另一個經常提出的建議是奧古斯都的第納里烏斯硬幣，背面印有奧古斯都的外孫蓋烏斯·凱撒和盧基烏斯·凱撒，而著名的尤利烏斯·凱撒（奧古斯都的養父）、馬克·安東尼（尤利烏斯·凱撒的部下）和日耳曼尼庫斯（提比略的養子）的頭像硬幣都被認為是可能的。